# Joaquim Alberto Silva
Joaquim Alberto Silva, mais conhecido como Quinzinho (Luanda, 4 de março de 1974 – Alverca do Ribatejo, 15 de abril de 2019) foi um futebolista angolano que atuou como avançado. 

## Clubes
Iniciou e terminou sua carreira no ASA de sua cidade natal. Atuou também pelo Porto, União Leiria, Rio Ave, Rayo Vallecano, Farense, Desportivo das Aves, Alverca, Estoril, Hangzhou Greentown, Xiamen Lanshi e Recreativo da Caála.

## Seleção Angolana
Defendeu a Seleção Angolana de Futebol por dez anos, entre 1995 e 2005, em vinte e cinco partidas e nove gols.

## Morte
Faleceu em 15 de abril de 2019 aos 45 anos de idade após realizar uma corrida.